# Caprimulgus poliocephalus
El chotacabras abisinio o chotacabras montano (Caprimulgus poliocephalus) es una especie de ave caprimulgiforme de la familia Caprimulgidae propia de África oriental, Angola y Arabia.

## Distribución
Vive en Angola, República democrática del Congo, Eritrea, Etiopía, Kenia, Malawi, Arabia Saudí, Sudán, Tanzania, Uganda y Zambia.

## Taxonomía
Se reconocen cuatro subespeciesː

• Caprimulgus poliocephalus poliocephalus. Rüppell, 1840. En el suroeste de Arabia Saudí y noroeste de Yemen. 

• Caprimulgus poliocephalus ruwenzorii. Ogilvie-Grant, 1909. En el suroeste de Uganda y este de la República democrática del Congo.

• Caprimulgus poliocephalus koesteri. Neumann, 1931. En el oeste de Angola.

• Caprimulgus poliocephalus guttifer. Grote, 1921. En el suroeste de Tanzania, norte de Malawi y noreste de Zambia.